# Aruba ai Giochi della XXVIII Olimpiade
Aruba partecipò ai Giochi della XXVIII Olimpiade, svoltisi ad Atene, Grecia, dal 13 al 29 agosto 2004, con una delegazione di 4 atleti impegnati in tre discipline.

## Risultati

### Atletica leggera
| Q | Qualificato al turno successivo per la Classifica in qualificazione                                                          |
| q | Qualificato per il turno successivo per ripescaggio o, negli eventi su campo, conquistando la misura minima per qualificarsi |

Maschile
Eventi su pista e strada
| Atleta          | Evento      | Batteria  | Batteria   | Quarti di finale | Quarti di finale | Semifinale      | Semifinale      | Finale          | Finale          |
| Atleta          | Evento      | Risultato | Classifica | Risultato        | Classifica       | Risultato       | Classifica      | Risultato       | Classifica      |
| --------------- | ----------- | --------- | ---------- | ---------------- | ---------------- | --------------- | --------------- | --------------- | --------------- |
| Pierre de Windt | 100 m piani | 11"02     | 6º         | non qualificato  | non qualificato  | non qualificato | non qualificato | non qualificato | non qualificato |

### Nuoto
Maschile
| Atleta       | Evento         | Batteria  | Batteria   | Semifinale      | Semifinale      | Finale          | Finale          |
| Atleta       | Evento         | Risultato | Classifica | Risultato       | Classifica      | Risultato       | Classifica      |
| ------------ | -------------- | --------- | ---------- | --------------- | --------------- | --------------- | --------------- |
| Davy Bisslik | 100 m farfalla | 57"85     | 56º        | non qualificato | non qualificato | non qualificato | non qualificato |

Femminile
| Atleta            | Evento            | Batteria  | Batteria   | Semifinale      | Semifinale      | Finale          | Finale          |
| Atleta            | Evento            | Risultato | Classifica | Risultato       | Classifica      | Risultato       | Classifica      |
| ----------------- | ----------------- | --------- | ---------- | --------------- | --------------- | --------------- | --------------- |
| Roshendra Vrolijk | 50 m stile libero | 28"43     | 49ª        | non qualificata | non qualificata | non qualificata | non qualificata |

### Sollevamento pesi
Maschile
| Atleta       | Evento          | Strappo   | Strappo    | Slancio   | Slancio    | Totale | Classifica |
| Atleta       | Evento          | Risultato | Classifica | Risultato | Classifica | Totale | Classifica |
| ------------ | --------------- | --------- | ---------- | --------- | ---------- | ------ | ---------- |
| Isnardo Faro | −94 kg maschile | 140       | 22º        | 167,5     | 19º        | 307,5  | 19º        |